# Irina Konstantinowna Chlebko
Irina Konstantinowna Chlebko (russisch Ирина Константиновна Хлебко, englische Transkription Irina Khlebko; * 30. November 1990 in Gattschina) ist eine russische Badmintonspielerin.

## Karriere
Irina Chlebko siegte 2008 bei den Norwegian International im Damendoppel mit Anastasia Russkikh. 2011 wurde sie mit ihr auch russische Vizemeisterin im Doppel. 2013 siegte sie bei den Croatian International und den Romanian International, wobei sie beide Male im Damendoppel mit Ksenia Polikarpova erfolgreich war. Bei den Polish Open 2013 und den Austrian International 2013 belegten beide gemeinsam Rang drei, gewannen aber bei den Lithuanian International.